# Shwegyin
Shwegyin är en kommun i Myanmar.   Den ligger i regionen Bagoregionen, i den södra delen av landet, 230 km söder om huvudstaden Naypyidaw. Antalet invånare är 88 610.